# Цинчжоу
Цинчжо́у (кит. упр. 青州, пиньинь Qīngzhōu) — городской уезд городского округа Вэйфан провинции Шаньдун (КНР).

## История
В древности Поднебесная была разделена на 9 областей-чжоу; название «Цинчжоу» носила область, лежащая на восточной окраине известной китайцам Ойкумены. При империи Хань в 106 году до н. э. в уезде Гуан (广县) был основан город Цинчжоу.
В 311 году, когда пала столица империи Западная Цзинь, Цао И отстроил здесь город Гуангу (广固). В 399 году Мужун Дэ захватил Гуангу и сделал его столицей своего государства Южная Янь. В 410 году Лю Ю захватил Гуангу, уничтожив Южную Янь, и основал город Дунъян (东阳城). При империи Северная Ци в 517 году к югу от Дунъяна был основан город Наньян (南阳城). В 557 году был создан уезд Иду (益都县), правление которого разместилось в Дунъяне, а в Наньяне разместилась Цинчжоуская управа (青州府). После Синьхайской революции в Китае была проведена реформа структуры административного деления, в ходе которой области были упразднены, и в 1913 году Цинчжоуская управа была расформирована, остался лишь уезд Иду.
Когда во время гражданской войны коммунисты в 1948 году отбили у гоминьдановцев эти места, то ими был образован Особый город Цинчжоу (青州特别市). В декабре 1948 года был создан Специальный район Чанвэй (昌潍专区), правление которого с июля 1949 года разместилось в Цинчжоу. В 1950 году власти Специального района Чанвэй переехали в Вэйфан. В 1952 году Цинчжоу был вновь преобразован в уезд Иду. В 1958 году к уезду Иду был присоединён уезд Линьцзы, но в 1961 году он был воссоздан. В 1967 году Специальный район Чанвэй был переименован в Округ Чанвэй (昌潍地区). В 1981 году Округ Чанвэй был переименован в Округ Вэйфан (潍坊地区).
В 1983 году округ Вэйфан был расформирован, а вместо него образован Городской округ Вэйфан. В 1986 году уезд Иду был преобразован в городской уезд Цинчжоу.

## Административное деление
Городской уезд делится на 4 уличных комитета и 8 посёлков.

## Экономика
В Цинчжоу расположены завод строительной техники Caterpillar (погрузчики, катки, грейдеры) и завод одноразовых перчаток Intco Medical.